# Principauté du Pakualaman
1812
La principauté du Pakualaman (en javanais: ꦏꦢꦶꦥꦠꦺꦤ꧀ꦦꦏꦸꦮꦭꦩ꧀ꦩꦤ꧀, Kadipatèn Pakualaman) est une principauté héréditaire du sultanat de Yogyakarta créée en 1812 par les Britanniques.
Le nouveau prince a été intronisé le 7 janvier 2016 avec le titre de Kanjeng Gusti Pangeran Adipati Arya Paku Alam X. Il succède à son père, Paku Alam IX, décédé le 22 novembre 2015.

## Histoire
La guerre anglo-néerlandaise de Java (1810-1811), qui avait comme toile de fond les guerres napoléoniennes, s'était en effet traduite par la reddition des troupes hollandaises et l'occupation de Java par les Britanniques.
Pour récompenser le prince Natakusuma d'avoir aidé les troupes britanniques lors de l'assaut de ces dernières contre Yogyakarta en juin 1812 Natakusuma a alors pris le titre de Paku Alam Ier.

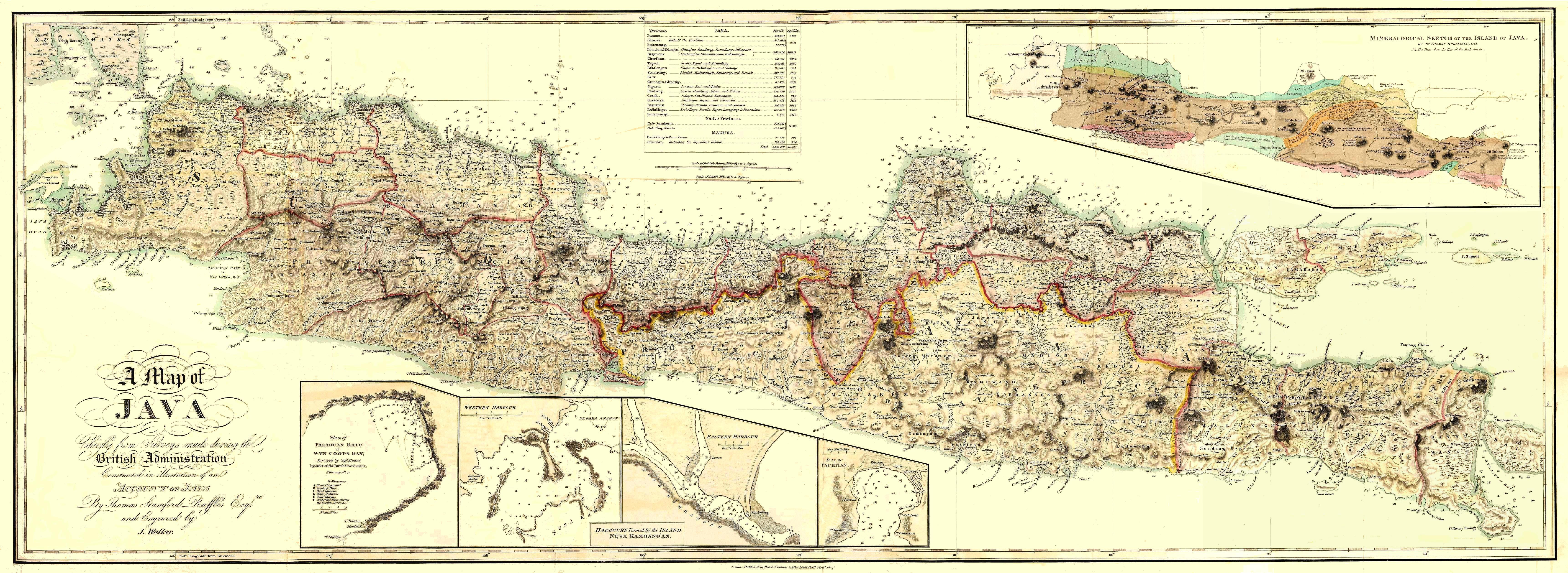
Carte de Java de 1817 établie par Raffles montrant les Provinces of the Native Princes

Un corps de cavalerie du Pakualaman de 100 cavaliers fut créé, puis dissous 1892.
Le Pakualaman est l'équivalent à Yogyakarta de la principauté du Mangkunegaran à Surakarta.
En vertu de la Charte du maintien (voir plus bas) qui accorde au territoire de Yogyakarta le statut de territoire spécial, le prince Paku Alam est vice-gouverneur de ce territoire.

## Territoire

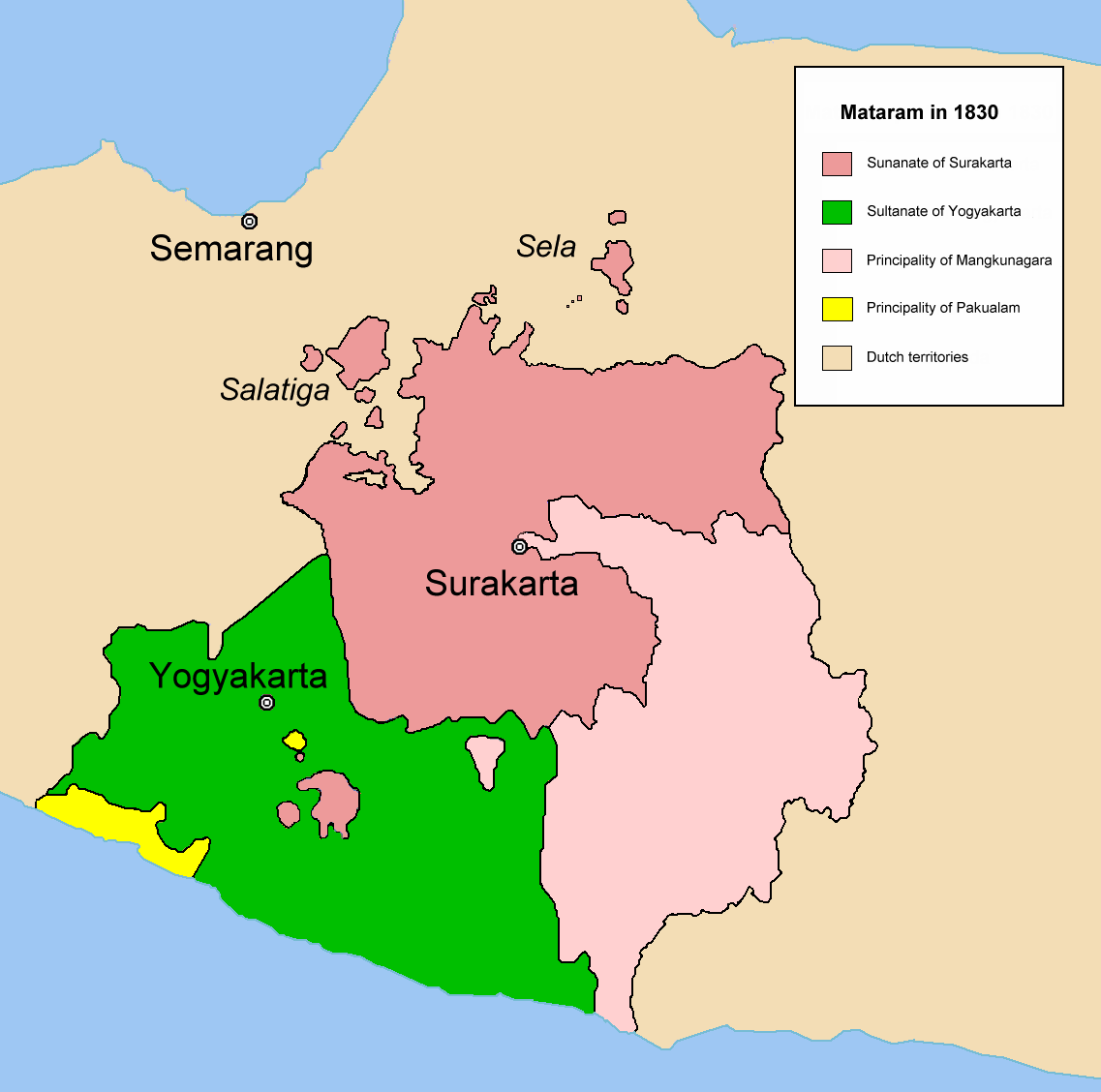
Le partage du royaume de Mataram. Le Pakualaman est représenté en jaune, en bas à gauche.

Aujourd'hui, le territoire de la principauté consiste en deux parties. Le noyau couvre le Puro Pakualaman (palais princier), la place (alun-alun) Sewandanan au sud du palais, la Masjid Agung (grande mosquée) à l'ouest, les dalem (palais) Pengulon et Suryaningprangan, et le Kemayoran. Le kecamatan (district) du Pakualaman, est le quartier situé au sud de l'avenue Sultan Agung. Il contient le pendopo du Taman Siswa, ainsi que les dalem Pangeran, Kepatihan, Suryokusuman, Nototarunan, Natanegaran.

## La Charte du maintien
Le 19 août 1945 (deux jours après la proclamation de l'indépendance de l'Indonésie), le président Soekarno signe un document appelé Piagam Penetapan ou "charte du maintien". Ce document déclare maintenir la position du sultan Hamengkubuwono IX et du prince Paku Alam VIII en tant que souverains de leur État respectif, en "compensation" de leur intégration dans la république.

## Culture
Le Pakualaman est, avec Surakarta, Yogyakarta et le Mangkunegaran, un des quatre lieux où est préservée la culture de cour de Java central.

## Galerie

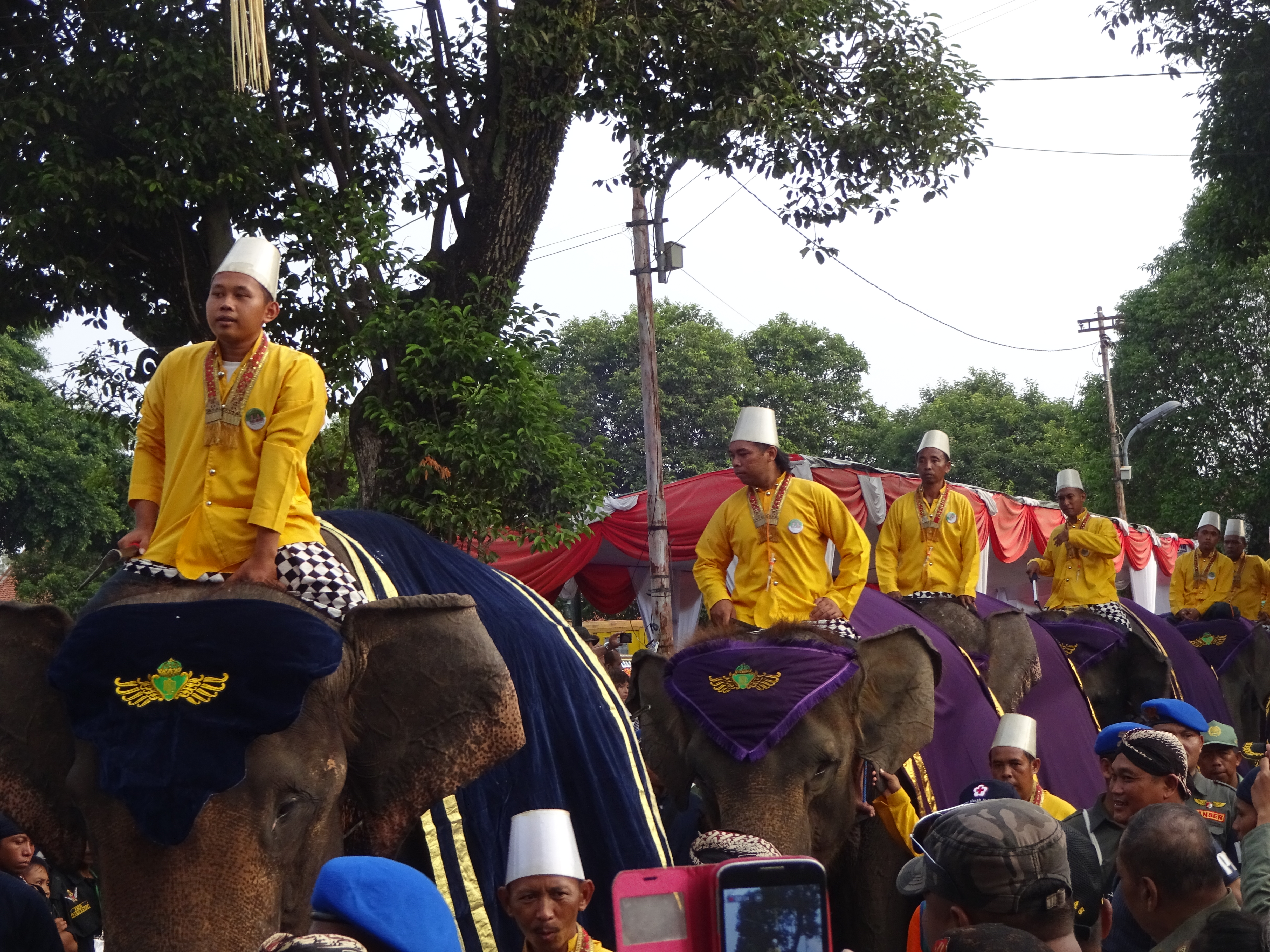
Troupe montée sur éléphant pour célébrer l'anniversaire de l'accession au trône du prince Paku Alam X en 2016
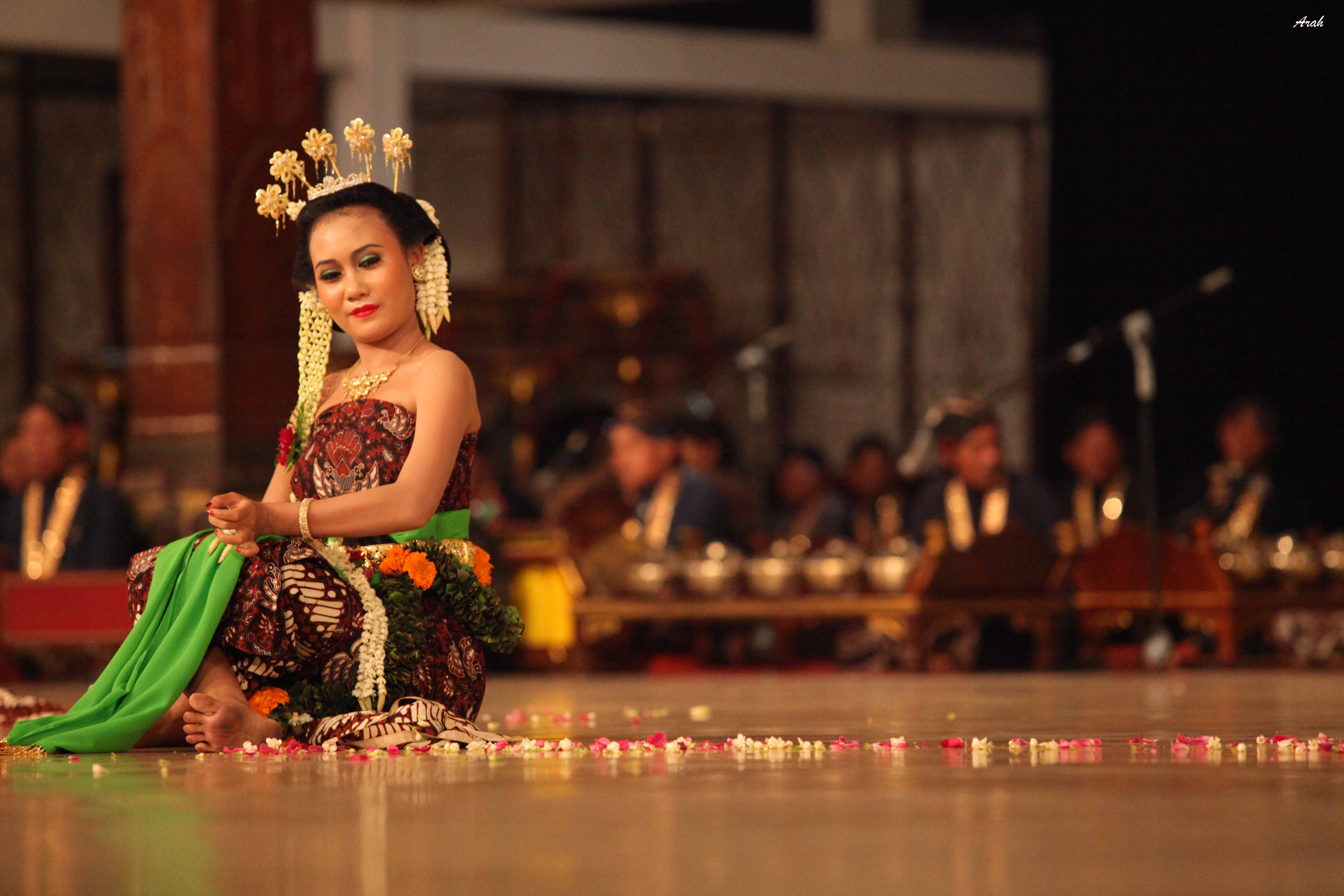
La danse "Srimpi Dhempel" du Pakualaman (photo prise en 2012)
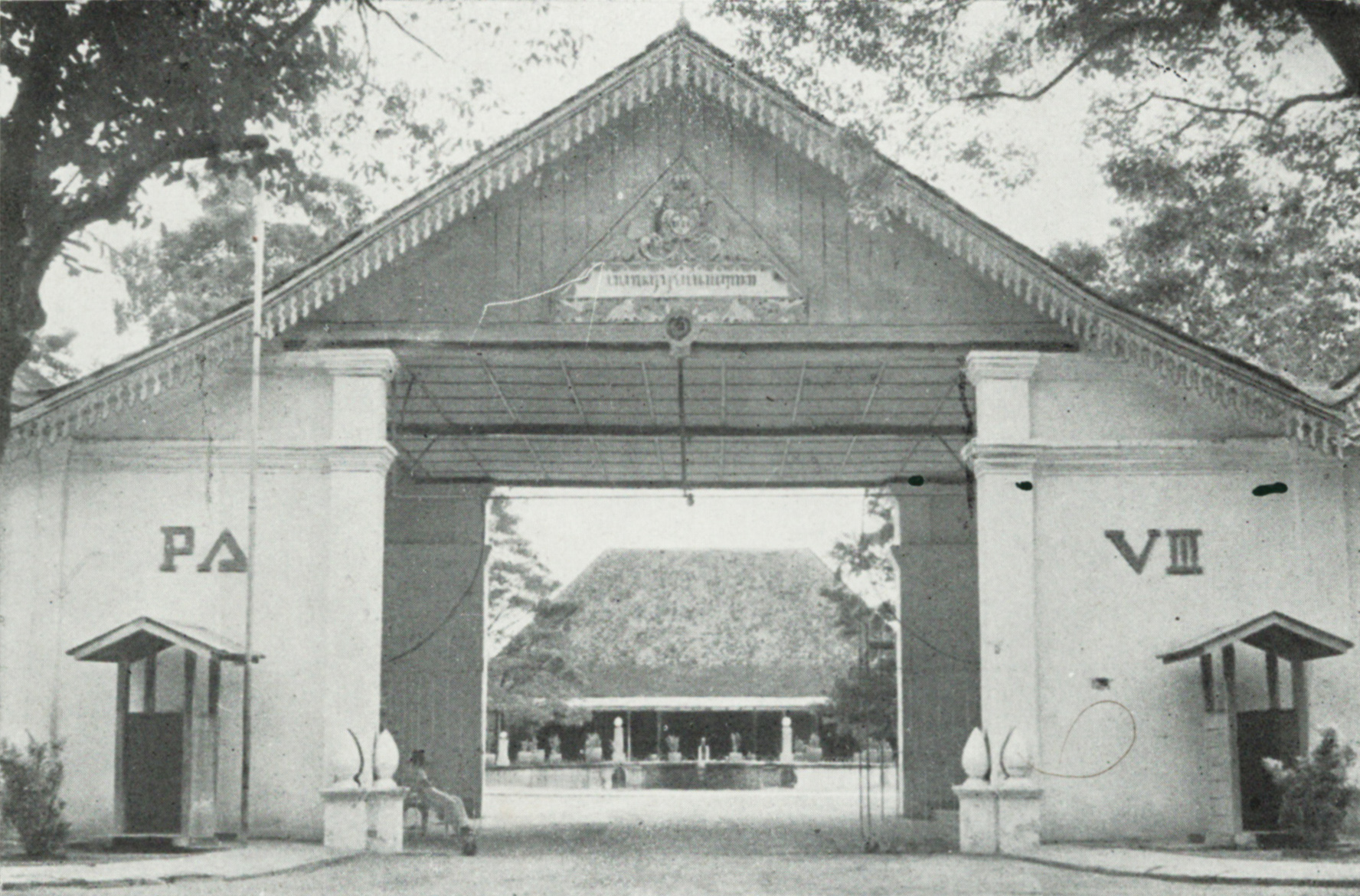
L'entrée du palais du Pakualaman en 1956 à Yogyakarta
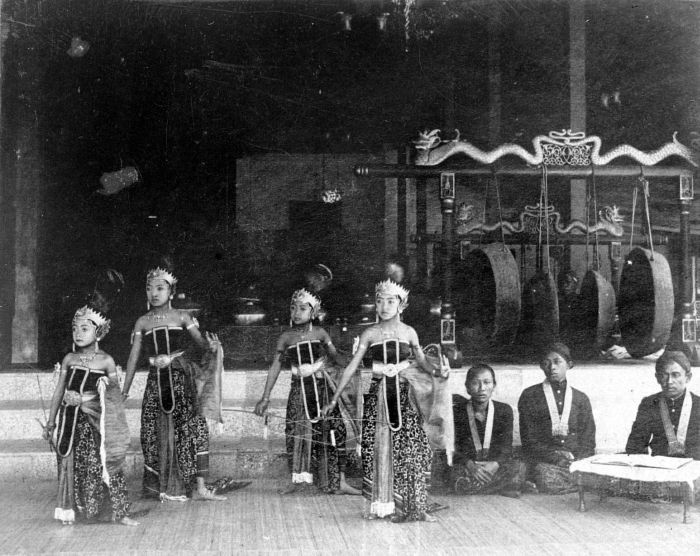
Trois filles et une nièce du prince Paku Alam en costume de danse de cour à l'époque des Indes néerlandaises (date inconnue)

## Liste des princes de Paku Alam

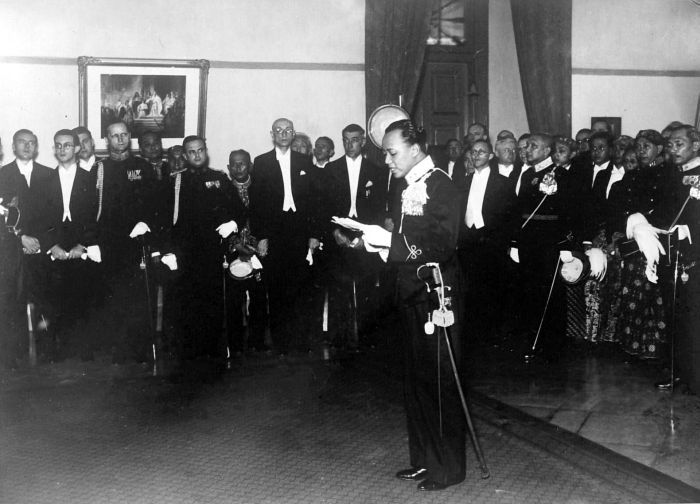
Intronisation du prince Paku Alam VIII en 1937

- 1812-1829 : Paku Alam Ier
- 1829-1858 : Paku Alam II
- 1858-1864 : Paku Alam III
- 1864-1878 : Paku Alam IV
- 1878-1900 : Paku Alam V
- 1901-1902 : Paku Alam VI
- 1903-1938 : Paku Alam VII
- 1938-1998 : Paku Alam VIII
- 1998-2015 : Paku Alam IX
- depuis 2016 : Paku Alam X